# 翅果假吐金菊
翅果假吐金菊（学名：Soliva pterosperma）为菊科假吐金菊屬下的一个种。